# Johnny Bedford
John Charles "Johnny" Bedford (nascido em 6 de janeiro de 1983) é um lutador estadunidense de MMA. Atualemente luta pela categoria Peso galo. Ele foi um dos participantes do The Ultimate Fighter: Team Bisping vs. Team Miller.

## Background
Bedford nasceu e foi criado em Woodville, Ohio. Com cinco anos de idade, começou a praticar Wrestling. Ele e sua família viajaram por todo o centro-oeste dos Estados Unidos, assim Bedford poderia competir em vários torneios de luta livre. Ele passou a lutar para Woodmore High School, onde seu pai era o treinador de wrestling. Bedford foi qualificado para disputar o estadual por três vezes, foi colocado no torneio estadual duas vezes, e durante seu último ano, ele terminou com um recorde de 51-1, sendo também em terceiro lugar no torneio estadual. Depois de se formar em Woodmore ele se matriculou na Universidade Estadual de Cleveland. No Estado Cleveland, Bedford participou da equipe de luta livre por um ano e meio antes de ele ser removido da escola (assim como o time de luta livre) e foi forçado a mudar de casa para Woodville.

## Carreira no MMA

### MMA Amador
Bedford começou a lutar em 2003, porque ele era um "cara durão" auto-proclamado que só queria provar o quão duro ele era. Bedford realizou suas primeiras seis lutas amadoras em um celeiro, onde o promotor apenas perguntou à plateia que queria lutar e, em seguida, os combinaria por quem tinha os pesos parecidos. Sem comissão, em Ohio, no momento, as lutas não foram sancionados.

### Bellator Fighting Championships
Bedford foi convidado para lutar no Bellator Fighting Championships em 2010. A luta aconteceu no Bellator 19 em Grand Prairie, Texas em 20 de maio de 2010. Bedford lutou e venceu Jared Lopez por nocaute técnico no terceiro round.

### Pós Bellator
No King of Kombat 9: Resurrection, Bedford lutou contra, Edwin Figueroa. Bedford perdeu a luta por nocaute técnico no início do segundo round, entregando a Bedford sua única derrota por nocaute em sua carreira. Quatro meses mais tarde, ele se recuperou com uma finalização sobre o veterano Frank Gomez.

### The Ultimate Fighter
Em 2011, Bedford tinha assinado com o UFC para competir em The Ultimate Fighter: Team Bisping vs. Team Miller. No primeiro episódio, Bedford lutou Carson Beebe e consolidou sua vaga na casa do TUF. Bedford derrotou Beebe no primeiro round por finalização (estrangulamento). Ele foi selecionado para a equipe Mayhem.
Bedford, em seguida, lutou Josh Ferguson no terceiro episódio e venceu por decisão unânime depois de usar seu tamanho superior para derrubar e controlar Ferguson.
Na semifinal Bedford implorou para lutar contra o companheiro da equipe Mayhem, John Dodson. Os treinadores e Dana White concordaram com a luta, e combinou os dois para cima. Depois de um primeiro round muito disputado, Bedford perdeu após ser nocauteado em um minuto a segundo round. Quando perguntado se ele sabia onde ele estava imediatamente após a luta, Bedford respondeu: "Eu estou em Ohio"; o estado onde nasceu.

### Ultimate Fighting Championship
Embora não ganhado o reality show, Bedford assinou um contrato de exclusividade com o UFC. Ele fez sua estréia no UFC oficialmente em 3 de dezembro de 2011 no The Ultimate Fighter 14 Finale contra ocompanheiro de elenco Louis Gaudinot. Bedford dominou a totalidade da luta e venceu no terceiro round por nocaute técnico depois de acertar várias joelhos no corpo de Gaudinot.
Bedford era esperado para enfrentar Eddie Wineland em janeiro de 2012 no UFC on Fox 2, substituindo Demetrious Johnson que havia sido retirado da luta para ser um participante para concorrer o cinturão inaugural do UFC na categoria Peso mosca. No entanto, Wineland foi forçado a sair do card com uma lesão e substituído pelo novato na promoção, Mitch Gagnon.  Em 25 de janeiro de 2012, o UFC anunciou que a luta foi cancelada devido a problemas no visto de Gagnon.  Bedford recebeu seu dinheiro da bolsa no valor 8.000 dólares, apesar do cancelamento..
Bedford era esperado para enfrentar Nick Denis no UFC on Fox: Diaz vs. Miller em 5 de maio de 2012. No entanto, Bedford foi forçado a sair da luta com uma lesão e substituído por Roland Delorme
Depois de quase um ano fora devido a lesões, Bedford retornou em 15 de Fezembro de 2012 a enfrentar Marcos Vinícius no TUF 16 Finale. Bedford venceu por nocaute no segundo round.
Bedford era esperado para enfrentar Erik Perez em 27 de Abril de 2013 no UFC 159, porém Perez foi retirado do card poucos dias antes do evento alegando uma lesão e foi substituído por Bryan Caraway. Ele perdeu a luta por finalização no terceiro round.
Bedford era esperado para enfrentar Hugo Viana em 4 de Setembro de 2013 no UFC Fight Night: Teixeira vs. Bader.  No entanto, Bedford foi retirado do card devido uma lesão e foi substituído por Wilson Reis.
Bedford enfrentou Rani Yahya em 11 de Abril de 2014 no UFC Fight Night: Nogueira vs. Nelson. A luta foi dada como "No Contest" após haver um choque de cabeças deixando Yahia atordoado, incapaz de se defender. 
A revanche contra Yahya estava programada para 28 de Junho de 2014 no UFC Fight Night: Swanson vs. Stephens, porém Yahia se lesionou e foi substituído por Cody Gibson. A luta foi rápida, porém muito polêmica, Bedford foi acertado com um soco que o derrubou, e o árbitro interrompeu a luta com Bedford aparentemente consciente.
A revanche contra Rani Yahya finalmente aconteceu, foi em 13 de Setembro de 2014 no UFC Fight Night: Pezão vs. Arlovski II e Bedford perdeu por finalização no segundo round.
Com a sequência negativa, Bedford foi liberado do UFC no dia 07 de fevereiro de 2015.

## Cartel no MMA
| Cartel no MMA   |             |             |
| 33 lutas        | 19 vitórias | 12 derrotas |
| Por nocaute     | 7           | 2           |
| Por finalização | 8           | 10          |
| Por decisão     | 4           | 0           |
| Empates         | 1           | 1           |
| No contest      | 1           | 1           |

| Res.    | Cartel      | Oponente           | Método                             | Evento                                 | Data       | Round | Tempo | Local                   | Notas                                           |
| ------- | ----------- | ------------------ | ---------------------------------- | -------------------------------------- | ---------- | ----- | ----- | ----------------------- | ----------------------------------------------- |
| Derrota | 19-12-1 (1) | Rani Yahya         | Finalização (kimura)               | UFC Fight Night: Pezão vs. Arlovski II | 13/09/2014 | 2     | 2:04  | Brasília                |                                                 |
| Derrota | 19-11-1 (1) | Cody Gibson        | Nocaute técnico (golpes)           | UFC Fight Night: Swanson vs. Stephens  | 28/06/2014 | 1     | 0:38  | San Antonio, Texas      |                                                 |
| NC      | 19–10–1 (1) | Rani Yahya         | Sem Resultado (cabeçada acidental) | UFC Fight Night: Nogueira vs. Nelson   | 11/04/2014 | 1     | 0:39  | Abu Dhabi               | Luta sem resultado após uma cabeçada acidental. |
| Derrota | 19–10–1     | Bryan Caraway      | Finalização (guilhotina)           | UFC 159                                | 27/04/2013 | 3     | 4:44  | Newark, New Jersey      |                                                 |
| Vitória | 19–9–1      | Marcos Vinícius    | Nocaute (chutes no corpo e soco)   | The Ultimate Fighter 16 Finale         | 15/12/2012 | 2     | 1:00  | Las Vegas, Nevada       |                                                 |
| Vitória | 18–9–1      | Louis Gaudinot     | Nocaute técnico (chutes no corpo)  | The Ultimate Fighter 14 Finale         | 03/12/2011 | 3     | 1:58  | Las Vegas, Nevada       |                                                 |
| Vitória | 17–9–1      | Frank Gomez        | Finalização (mata leão)            | Jackson's MMA Series 3                 | 12/11/2010 | 1     | 1:34  | Albuquerque, New Mexico |                                                 |
| Derrota | 16–9–1      | Edwin Figueroa     | Nocaute técnico (socos)            | King of Kombat 9                       | 20/08/2010 | 2     | 0:17  | Austin, Texas           |                                                 |
| Vitória | 16–8–1      | Jared Lopez        | Nocaute técnico (chutes e socos)   | Bellator 19                            | 20/05/2010 | 3     | 2:16  | Grand Prairie, Texas    |                                                 |
| Vitória | 15–8–1      | Ryan Webb          | Finalização (kimura)               | Supreme Warrior 10                     | 03/04/2010 | 3     | 2:14  | Frisco, Texas           |                                                 |
| Vitória | 14–8–1      | Danny Tims         | Decisão (unânime)                  | C3 Fights 19                           | 13/02/2010 | 3     | 3:00  | Newkirk, Oklahoma       |                                                 |
| Vitória | 13–8–1      | Tim Snyder         | Finalização (mata leão)            | Supreme Warrior 9                      | 28/11/2009 | 1     | 0:55  | Frisco,Texas            |                                                 |
| Vitória | 12–8–1      | Humberto DeLeon    | Decisão (unânime)                  | Cage Kings 6                           | 09/10/2009 | 3     | 3:00  | Bossier City, Louisiana |                                                 |
| Derrota | 11–8–1      | Mike Baskis        | Finalização (guilhotina)           | Supreme Warrior 8                      | 18/09/2009 | 3     | 2:22  | Frisco, Texas           |                                                 |
| Vitória | 11–7–1      | Daniel Pineda      | Finalização (triângulo)            | Supreme Warrior 7                      | 20/06/2009 | 2     | 2:58  | Frisco, Texas           |                                                 |
| Vitória | 10–7–1      | Francisco Barragan | Finalização (triângulo de braço)   | Urban Rumble 4                         | 23/05/2009 | 1     | 0:53  | Pasadena, California    |                                                 |
| Vitória | 9–7–1       | Jeremy Dodd        | Nocaute técnico (socos)            | Supreme Warrior 5                      | 11/04/2009 | 1     | 2:11  | Frisco, Texas           |                                                 |
| Derrota | 8–7–1       | Daniel Pineda      | Finalização (chave de joelho)      | Supreme Warrior 3                      | 21/02/2009 | 1     | 2:00  | Frisco, Texas           |                                                 |
| Derrota | 8–6–1       | Dustin Neace       | Finalização (chave de joelho)      | King of Kombat 5                       | 22/11/2008 | 1     | 1:38  | Austin, Texas           |                                                 |
| Vitória | 8–5–1       | Shane Waits        | Finalização (chave de braço)       | Elite Combat League 1                  | 01/11/2008 | 2     | 2:12  | Bixby, Oklahoma         |                                                 |
| Vitória | 7–5–1       | Joshua Lee         | Finalização (mata leão)            | Supreme Warrior 1                      | 19/09/2008 | 1     | 1:38  | Frisco, Texas           |                                                 |
| Vitória | 6–5–1       | Rocky Long         | Decisão (unânime)                  | King of Kombat 4                       | 26/07/2008 | 3     | 5:00  | Austin, Texas           |                                                 |
| Derrota | 5–5–1       | Stephen Ledbetter  | Finalização (triângulo)            | Revolution Fight League 3              | 17/05/2008 | 1     | N/A   | Macon, Georgia          |                                                 |
| Vitória | 5–4–1       | Damon Chamberlin   | Nocaute técnico (socos)            | Toledo Fight Challenge                 | 22/12/2007 | 1     | 0:24  | Toledo, Ohio            |                                                 |
| Vitória | 4–4–1       | Justin Moore       | Nocaute técnico (socos)            | Knockout Promotions                    | 21/07/2007 | 2     | 3:22  | Louisville, Kentucky    |                                                 |
| Vitória | 3–4–1       | Rocky Long         | Decisão (unânime)                  | Adrenaline Fight Sports 1              | 30/06/2007 | 3     | 5:00  | Lufkin, Texas           |                                                 |
| Derrota | 2–4–1       | Billy Vaughan      | Finalização (chave de calcanhar)   | Explosion CFC 2                        | 10/03/2007 | 1     | 1:31  | Tinley Park, Illinois   |                                                 |
| Derrota | 2–3–1       | Arman Loktev       | Finalização (chave de braço)       | Fightfest 11                           | 03/02/2007 | 1     | 0:28  | Canton, Ohio            |                                                 |
| Vitória | 2–2–1       | Dan Caesar         | Finalização (guilhotina)           | Explosion CFC 1                        | 16/12/2006 | 1     | 0:20  | Tinley Park, Illinois   |                                                 |
| Derrota | 1–2–1       | Dustin Neace       | Finalização (chave de braço)       | Genesis 5                              | 25/11/2006 | 2     | 0:56  | Findlay, Ohio           |                                                 |
| Empate  | 1–1–1       | Kris Kanaley       | Empate                             | Ironheart Crown 11                     | 18/11/2006 | 2     | 5:00  | Hammond, Indiana        |                                                 |
| Vitória | 1–1         | Roc Castricone     | Nocaute técnico (socos)            | Fightfest 8                            | 20/10/2006 | 1     | 2:43  | Cleveland, Ohio         |                                                 |
| Derrota | 0–1         | Chino Duran        | Finalização (estrangulamento)      | Xtreme Gladiators 3                    | 23/09/2006 | 1     | N/A   | Richmond, Virginia      |                                                 |